# Jerzy Olszewski (neurolog)
Jerzy Olszewski (ur. 23 kwietnia 1913 w Wilnie, zm. 13 lutego 1964) – polski i kanadyjski neurolog, neuropatolog i neuroanatom.

## Życiorys
Jerzy Olszewski studiował medycynę na Uniwersytecie Stefana Batorego w Wilnie od 1931. W 1936 rozpoczął pracę w Instytucie Badań Mózgu w Wilnie, gdzie miał okazję pracować razem z psychiatrą prof. Maksymilianem Rosem. Następnie uczył się u Oskara Vogta w założonym przez tego neurologa w 1937 Institut für Hirnforschung und Allgemeine Biologie w Schwarzwaldzie.
W 1948 na zaproszenie Wildera Gravesa Penfielda wyjechał do Kanady i podjął pracę w Montreal Neurological Institute. Tam razem z Donaldem Baxterem opublikował klasyczny atlas neuroanatomii pnia mózgu. Olszewski badał w tym czasie połączenia między tworem siatkowatym, rdzeniem kręgowym a śródmózgowiem. W 1956 utworzył wydział neuropatologii przy nowo powstałej szkole medycznej Uniwersytetu w Saskatchewan.
W 1957 Olszewski dostał propozycję zastąpienia odchodzącego na emeryturę Erica A. Linella na stanowisku dyrektora Wydziału Neuropatologii Uniwersytetu w Toronto. Zmarł w 1964 roku na zawał mięśnia sercowego. Wspomnienie o nim napisał Igor Klatzo.

## Dorobek naukowy
W 1963 roku razem z J.C. Richardsonem i J. Steelem opisał postępujące porażenie nadjądrowe, znane też jako zespół Steele'a-Richardsona-Olszewskiego.

## Wybrane prace
- The Thalamus of the Macaca mulata: an atlas for use with the stereotaxic instrument. S. Karger, 1952
- J. C. Richardson, J. Steele, J. Olszewski: Supranuclear ophthalmoplegia, pseudobulbar palsy, nuchal dystonia and dementia - a clinical report on eight cases of "heterogeneous system degeneration". Transactions of the American Neurological Association 88, ss. 25-29 (1963)
- J. Steele, J. C. Richardson, J. Olszewski: Progressive supranuclear palsy. Archives of Neurology, Chicago, 1964, 10: 333-359.
- Klaus Joachim Zülch, Alan B. Rothballer, Jerzy Olszewski: Brain tumors: their biology and pathology. Heinemann Medical, 1965 (2 ed)
- Lieselotte Gerhard, Jerzy Olszewski: Medulla Oblongata and Pons. Karger ISBN 3-8055-0676-7